# Hyaloperonospora parasitica

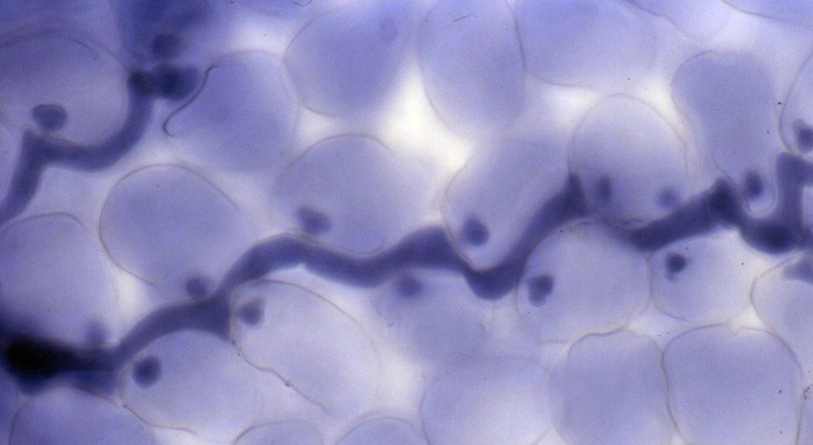
Strzępka między komórkami rzodkiewnika pospolitego i ssawki wnikające do wnętrza komórek

Hyaloperonospora parasitica (Pers.) Constant. – gatunek grzybopodobnych lęgniowców z rodziny wroślikowatych. Grzyb mikroskopijny, pasożyt roślin z rodziny kapustowatych (Brassicaceae) i czystkowatych (Cistaceae). Wywołuje u nich chorobę zwaną mączniakiem rzekomym{.

## Systematyka i nazewnictwo
Pozycja w klasyfikacji według Index Fungorum: Hyaloperonospora, Peronosporaceae, Peronosporales, Peronosporidae, Peronosporea, Incertae sedis, Oomycota, Chromista.
Po raz pierwszy zdiagnozował go w 1796 r. Christiaan Hendrik Persoon nadając mu nazwę Botrytis parasitica. Obecną, uznaną przez Index Fungorum nazwę nadał mu Ovidiu Constantinescu w 2002 r.
Jest gatunkiem typowym rodzaju Hyaloperonospora{.
Ma ponad 30 synonimów, w tym 27 to wyróżnione dawniej formy, odmiany i podgatunki. Pozostałe to:
- Botrytis parasitica Pers. 1796
- Peronospora biscutellae Gäum. 1918
- Peronospora erysimi Gäum. 1918
- Peronospora parasitica (Pers.) Fr. 1849[3].

Jest jednym z patogenów powodujących chorobę zwanąmączniakiem rzekomym krzyżowych. Drugim jej sprawcą jest Hyaloperonospora brassicae.

## Morfologia i rozwój
Endobiont, rozwijający się wewnątrz tkanek roślin. Tworzy pomiędzy ich komórkami hialinowe, bezprzegrodowe strzępki, z których wyrastają duże, płatowate ssawki wnikające do komórek, oraz dichtonomicznie rozgałęzione sporangiofory, na których powstają zarodniki sporangialne. Sporangiospory te wraz z powstającymi na nich zarodnikami tworzą na dolnej stronie liści porażonych roślin biały nalot. Zarodniki mają wymiary 22– 27 × 12– 22 μm. W obumarłych, porażonych częściach roślin tworzy żółtobrunatne, kuliste oospory o średnicy 26–45 μm. Oospory te są źródłem infekcji pierwotnej. Infekują rośliny poprzez korzenie. W sezonie wegetacyjnym natomiast wytwarzane na nadziemnych częściach roślin zarodniki sporangialne dokonują infekcji wtórnych rozprzestrzeniając chorobę. Roznoszone są przez wiatr.

## Występowanie
Poza Antarktydą występuje na wszystkich kontynentach i na niektórych wyspach (m.in. na Nowej Zelandii, Haiti, Tahiti).
Głównym żywicielem jest tasznik pospolity (Capsella bursa-pastoris), ale patogen ten pasożytuje także na wielu innych rodzajach roślin kapustowatych, m.in. na pieprzyczniku (Cardaria), pieprzycy (Lepidium), rezedzie (Reseda), tobołkach (Thlaspi), a także niektórych gatunkach z rodziny czystkowatych.